# Tata Güines
Tata Güines (nacido Federico Arístides Soto Alejo), fue un percusionista cubano. (30 de junio de 1930 - 4 de febrero de 2008)

## Biografía
Nació en Güines (ubicado hoy en la provincia de Mayabeque) en el barrio de Leguina. Su padre se llamaba Joseíto "El Tresero" también era músico. Estudió hasta el cuarto grado de primaria de la escuela pública. Trabajó limpiando zapatos y vendiendo periódicos. El primer "instrumento" con el que aprendió a marcar el ritmo fueron una lata de chorizo y otra de leche.
Empezó a tocar a los 13 años.
En los años 50 grabó con Arturo Chico O'Farrill y con Cachao su Ritmo Caliente junto Frank Emilio, Guillermo Barreto y Gustavo Tamayo.
Realizó giras por California, Texas, Chicago y Miami y ofreció charlas sobre la percusión cubana. 
En 1964 formó los Tata Güinitos.
Falleció en el 2008 a la edad de 77 años debido a problemas renales y de presión arterial.

## Premios
- Premio Nacional de Música (2006)
- 2004 Orden Félix Varela (2004)
- Medalla Alejo Carpentier (2002)